# 郡司篤晃
郡司 篤晃（ぐんじ あつあき、1937年7月16日 - 2015年9月17日）は、日本の医学者、厚生技官。学位は、医学博士（東京大学）。

## 経歴
茨城県水戸市出身。1965年、東京大学医学部卒業。1970年には「The quantitative dental health care planning by means of stochastic model（確率モデルを用いたう蝕管理計画）」で医学博士号を取得。
1970年より東京女子医科大学日本心臓血圧研究所助手、講師、助教授を経て、1975年に厚生省入省。医務局総務課課長補佐、環境庁出向、鹿児島県衛生部長を得て1982年より2年間、薬務局生物製剤課長を務める。
1983年には、アメリカ合衆国におけるエイズの流行を受け、帝京大学教授の安部英を班長とするエイズ研究班を組織。その後、多数の血友病患者がエイズに感染したことにより安部とともに責任を問われた。1996年には証人喚問に臨むこととなった。
保健医療局健康増進栄養課長を経て、1985年から東京大学医学部保健学科保健管理学教室教授。1998年から2014年まで聖学院大学大学院教授。
2015年9月17日、直腸癌により死去。78歳没。

## 著作

### 単著
- 『保健学講座』メヂカルフレンド社、1994
- 『安全という幻想：エイズ騒動から学ぶ』聖学院大学出版会、2015

### 共著
- 江部充、緒方剛、山田里津『医学概論（臨床工学シリーズ）』コロナ社、2002